# Standbeeld van Ruggero Settimo

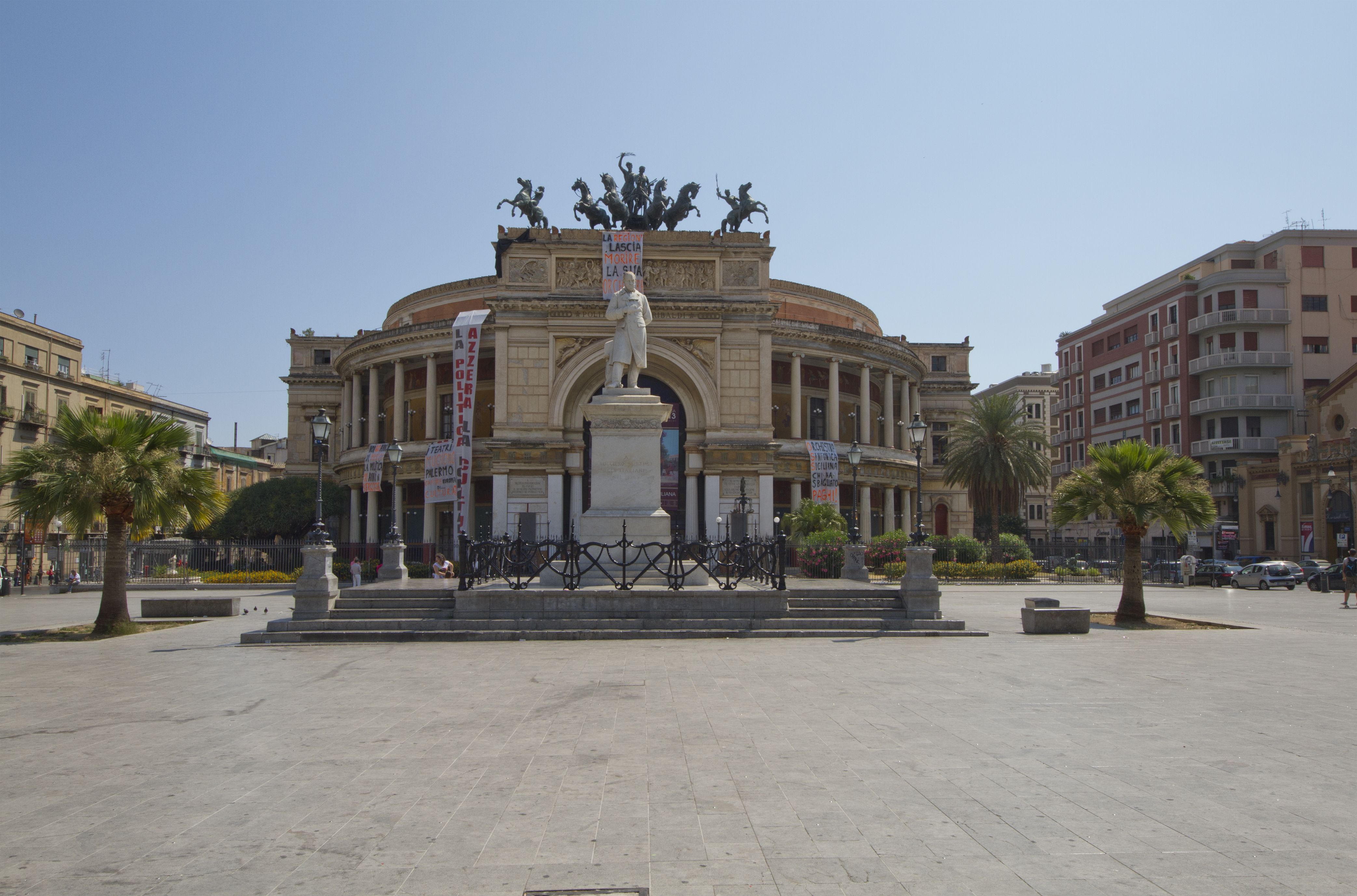
Piazza Ruggero Settimo met het standbeeld en het Teatro Politeama

Het standbeeld van Ruggero Settimo bevindt zich in Palermo, hoofdstad van Sicilië in Italië. Het monument staat op de Piazza Ruggero Settimo dat ook naar hem vernoemd is; het monument is opgericht voor de hoofdingang van het Teatro Politeama. 
Het standbeeld is het werk van beeldhouwer Benedetto De Lisi (1831-1875) die het kunstwerk afleverde in het jaar 1865. De architect-ontwerper was Giuseppe Damiani Almejda (1834-1911).

## Beschrijving
Het standbeeld stelt de persoon van Ruggero Settimo voor, rechtstaande en met de rechterhand in zijn mantel gestoken. Het materiaal is wit marmer van Carrara. 
Op de vier zijden van de sokkel staan de sleutelmomenten van zijn politieke en militaire carrière. Zo was hij van 1812 tot 1814 minister van Oorlog en Marine voor het Bourbonregime die heerste over de Beide Siciliën. In 1820-1821 was Settimo lid van een voorlopige raad die orde en veiligheid moest brengen tijdens de revolte. In het revolutiejaar 1848 was hij minister-president van het afgescheurde koninkrijk Sicilië. In 1863 stierf hij in ballingschap op het eiland Malta. 
Rondom het standbeeld staat in vierhoek een ijzeren smeedwerk.

## Historiek
Na de dood van Ruggero Settimo in ballingschap (1863) werd zijn stoffelijk overschot overgebracht naar Palermo en plechtig begraven in de Chiesa Pantheon. Sicilië behoorde sinds 1860/1861 tot het eengemaakte Italië onder leiding van het Huis Savoye. De verdiensten van Ruggero Settimo tijdens de oppositie tegen het Huis Bourbon leidden ertoe dat het stadsbestuur van Palermo een standbeeld voor hem bestelde. Het was de architect die bezig was met het Teatro Politeama te ontwerpen, Giuseppe Damiani Almeyda, die zich over een bouwplan boog voor het standbeeld. Benedetto De Lisi voerde het plan uit. Uit deze tijd stamde de bijnaam voor Ruggero Settimo: Vader van het Siciliaanse Vaderland of in het Italiaans Padre della Patria Siciliana.
In 1865 werd het standbeeld voor Ruggero Settimo plechtig ingehuldigd. De prefect van de stad markies Gualtiero leidde de plechtigheid.